# Tenuidactylus turcmenicus
Tenuidactylus turcmenicus är en ödleart som beskrevs av  V.P. Shcherbak 1978. Tenuidactylus turcmenicus ingår i släktet Tenuidactylus och familjen geckoödlor. Inga underarter finns listade i Catalogue of Life.
Arten förekommer i sydöstra Turkmenistan och nordvästra Afghanistan. Den lever i kulliga regioner mellan 570 och 720 meter över havet. Ödlan vistas i klippiga landskap med gräs och några buskar. Den besöker ibland människans samhällen. Honor lägger vanligen två ägg per tillfälle.
För beståndetåndet är inga hot kända. Hela populationen anses vara stabil. IUCN kategoriserar arten globalt som livskraftig.